# عملية ماتاتي
كانت عملية ماتاتي ((بالعبرية: מבצע מטאטא‏)، ميفتسا ماتاتي، حرفياً عملية المكنسة) هجوما شنته الهاغانا قبل عشرة أيام من نهاية الانتداب البريطاني على فلسطين. وهي عبارة عن قسم فرعي للعملية يفتاح، بهدف الاستيلاء على الأراضي الواقعة بين بحيرة طبريا وبحيرة الحولة ومسح مساكن البدو. وقامت بهذه العملية وحدات بلماح بقيادة إيغال آلون.

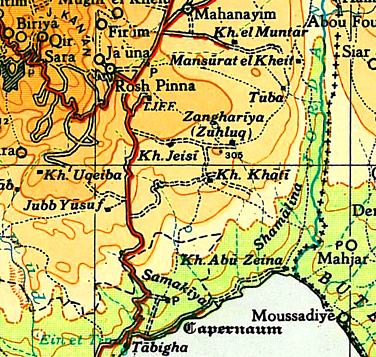
خريطة لعام 1944 تبين ثلاث من المناطق البدوية التي تم تطهيرها أثناء العملية (السمكية، الشمالنة، والزنغرية).

## خلفية
تصف طبعة ستيماتسكي من «دليل فلسطين» الصادر في عام 1942، مقاطعة الحولة على النحو التالي:
«يمر الطريق عبر عدة مستوطنات عربية صغيرة. كل ما حولك هي مساكن البدو مع خيام الحصير. البدو يجمعون القصب الذي ينمو في المستنقعات وينسجونها إلى الحصير. هذه تباع في الأسواق، كما تشكل مصدراً هاماً من مصادر دخلهم. يمكنك أن ترى الناس ينسجون بجانب خيامهم. كما أنهم يربون الجواميس (كذا) وهو ما يمكن ملاحظته وهي تتشمس في مستنقعات قرب الينابيع. هذا الجزء من البلاد غنية في هذا النوع من المواشي.»
في تقرير قدمه إلى هيئة الأركان العامة للهاغانا في 22 أبريل 1948، أوصى آلون بما يلي: «محاولة لتصفية البدو الذين يسكنون بين نهر الأردن وجب يوسف وبحر الجليل». وكانت المنطقة موطنا لخمس عشائر بدوية: القديرية، وعرب السمكية، وعرب الصياد، وعرب الشمالنة، والزنغرية. قامت هذه العشائر، منذ شهور، بمضايقة اليهود على طريق طبريا–روش بينا.

## العملية
فيما يلي الأوامر العملياتية:
1. تدمير قواعد العدو، الذي قام بتخريب ويضيق على حركة مرورنا في الجليل
2. تدمير نقاط التجمع للقوات الغازية من الشرق
3. وصل منطقة الجليل الأسفل والأعلى، بشريط واسع وآمن نسبيا.

قادة السرية الذين هاجموا قريتي الزنغرية والطابغة، ومنطقة عرب الشمالنة، صدرت أيضا أوامر لهم بطرد سكانها وتفجير المنازل، على الرغم من أن العرب والكنائس الصديقة «لا ينبغي أن يتعرضوا لأي أذى». وقد بدأ الهجوم في 4 مايو 1948. سبق الهجوم على الزنغرية إطلاق قذائف هاون وفر العرب باتجاه الشرق إلى سوريا. وفي اليوم التالي، فجر مهندسو البلماح بصورة منهجية أكثر من 50 منزلا في المنطقة.
يسجل دفتر سجلات يفتاح في 4 مايو ما يلي: «تسير العملية وفقا للخطة، وفي الساعة التاسعة (صباحاً؟)، بلغت الوحدات أهدافها حيث، على الطريق، فهي تنسف كل البيوت وتحرق جميع الخيام البدوية».

## التبعات
ذكرت برقية لمكتب الشؤون الخارجية البريطاني، مؤرخة 4 مايو، اقتبست من مصادر سورية أن 2,000 لاجئ قد عبروا الحدود. ووفقاً لإيغال آلون، كان لعملية المكنسة «أثر نفسي هائل» على سكان صفد وسهل الحولة في الشمال.

## المجتمعات المحلية التي تم الاستيلاء عليها أثناء العملية
تستند الأرقام المتعلقة بالسكان إلى أرقام نهاية عام 1944 من إحصاءات القرى لعام 1945 – المعجم الجغرافي لفلسطين.
| الاسم        | التاريخ     | القوات المدافعة                                             | اللواء | السكان |
| ------------ | ----------- | ----------------------------------------------------------- | ------ | ------ |
| عرب الشمالنة | 4 مايو 1948 | القرويين فروا                                               | بلماح  | 650    |
| البطيحة      | 4 مايو 1948 | القرويين فروا                                               | بلماح  | 650    |
| القديرية     | 4 مايو 1948 | جيش الإنقاذ[بحاجة لمصدر] كتيبة اليرموك الثانية[بحاجة لمصدر] | بلماح  | 390    |
| الزنغرية     | 4 مايو 1948 | غ/م                                                         | بلماح  | 840    |

## ثبت المراجع
- Khalidi، Walid (1992). All That Remains: The Palestinian Villages Occupied and Depopulated by Israel in 1948. واشنطن العاصمة: مؤسسة الدراسات الفلسطينية. ISBN:0-88728-224-5. مؤرشف من الأصل في 2020-01-25.
- بيني موريس، (1987) The Birth of the Palestinian refugee problem, 1947–1949, (ردمك 0-521-33028-9).
- Morris، Benny (2004). The Birth of the Palestinian Refugee Problem Revisited. Cambridge University Press. ISBN:978-0-521-00967-6. مؤرشف من الأصل في 2019-12-21.